# Pomme Ravaillac
La Ravaillac est une variété de pomme.
Elle a un peu une forme de sphère.
C'est surtout une variété de pomme à cuire (elle peut aussi être croquée, ou être utilisée pour le cidre).